# Maurice Prévost
Pour les articles homonymes, voir Prévost.
Compléments
Brevet de l'Aéroclub de France n° 475 en date du 29 avril 1911, 
Brevet de pilote militaire n° 38 en date du 26 août 1911, 
3e du concours militaire de Reims en septembre 1911, 
Record du monde de hauteur avec passager à 3 200 m en décembre 1911, 
Remporte la coupe Gordon-Bennett avec 200 km/h, au grand meeting de Reims, le 29 septembre 1913
Maurice Prévost est un pionnier français de l'aviation, né à Reims le 22 septembre 1887, décédé à Neuilly-sur-Seine le 27 novembre 1952.

## Biographie
Lucien Maurice Prévost, ancien élève de l'École pratique de commerce et d'industrie de Reims, et commence sa carrière de comptable chez Walbaum à Reims. Il entre en novembre 1910 en qualité d'élève à l'École d'aviation Deperdussin, à Bétheny où il obtient son brevet de pilote civil le 29 avril 1911, sous le numéro 475 et son brevet de pilote militaire sous le numéro 38, le 26 août 1911. Il devient chef de piste en 1911 puis pilote d'essai chez Deperdussin.

### Pilote repoussant les limites
Il est de toutes les représentations et commence le 1er mai 1911 par une exhibition à Compiègne. En juin c'est le Circuit européen d'avitaion sur monoplan Deperdussin 50HP. En juillet il passe son brevet d'aviation militaire n°38. Le 9 septembre 1911, il tente la coupe Michelin à Reims, sur le parcours Courcy-Somme-Vesle, 830 km en 8h 15.
Le 13 novembre 1911, Maurice Prévost participe au concours militaire de Reims et se classe troisième au classement général,, battant tous les concurrents dans l'épreuve de hauteur sur un monoplan Deperdussin, moteur Gnome de 100 ch p- vitesse 89 km/h.
Le 2 décembre 1911 : sur l'aérodrome de Betheny, il monte à 3 200 mètres en 55 minutes et bat le record du monde de hauteur avec passager.
Le 2 janvier 1912, il bat un nouveau record d'altitude avec deux passagers à 2 200 mètres puis le 21 juillet 1912, il participe au meeting de Juvisy et en septembre au deuxième meeting de international de Chicago Cicero (Illinois).
Le 16 avril 1913, Prévost gagne la première édition de la coupe Schneider, à Monaco, à la vitesse moyenne de 72 km/h.
Le 29 septembre 1913, au grand meeting de Reims, il gagne la coupe Gordon-Bennett, avec le record du monde de vitesse jusqu'à 200 kilomètres à l'heure pendant une heure, sur avion monocoque Deperdussin, moteur Gnome 160 HP. Il succède au Français Jules Védrines qui a remporté la même Coupe en 1912 à Chicago. Avec deux victoires au compteur pour cette compétition sur trois nécessaires, la France est sur le point de gagner définitivement cette coupe, ce sera chose faite le 28 septembre 1920 avec la victoire de Joseph Sadi-Lecointe.
En 1917, il est réceptionnaire militaire. Il certifie, pour le compte de l'armée, service de fabrication de l'aviation , que l'avion est conforme au cahier des charges du modèle.

### Après guerre
Maurice Prévost épousa à Reims en 1921 Jeanne Catherine Françoise Mulaton (1881-1956). Il passe au bureau d'études de Kellner-Béchereau puis devint directeur du département aviation de la Standard française des pétroles Il repose au Cimetière du Sud à Reims,où l'on peut voir son buste par Léon Chavalliaud qui lui fut offert pour la coupe Gordon-Bennett.

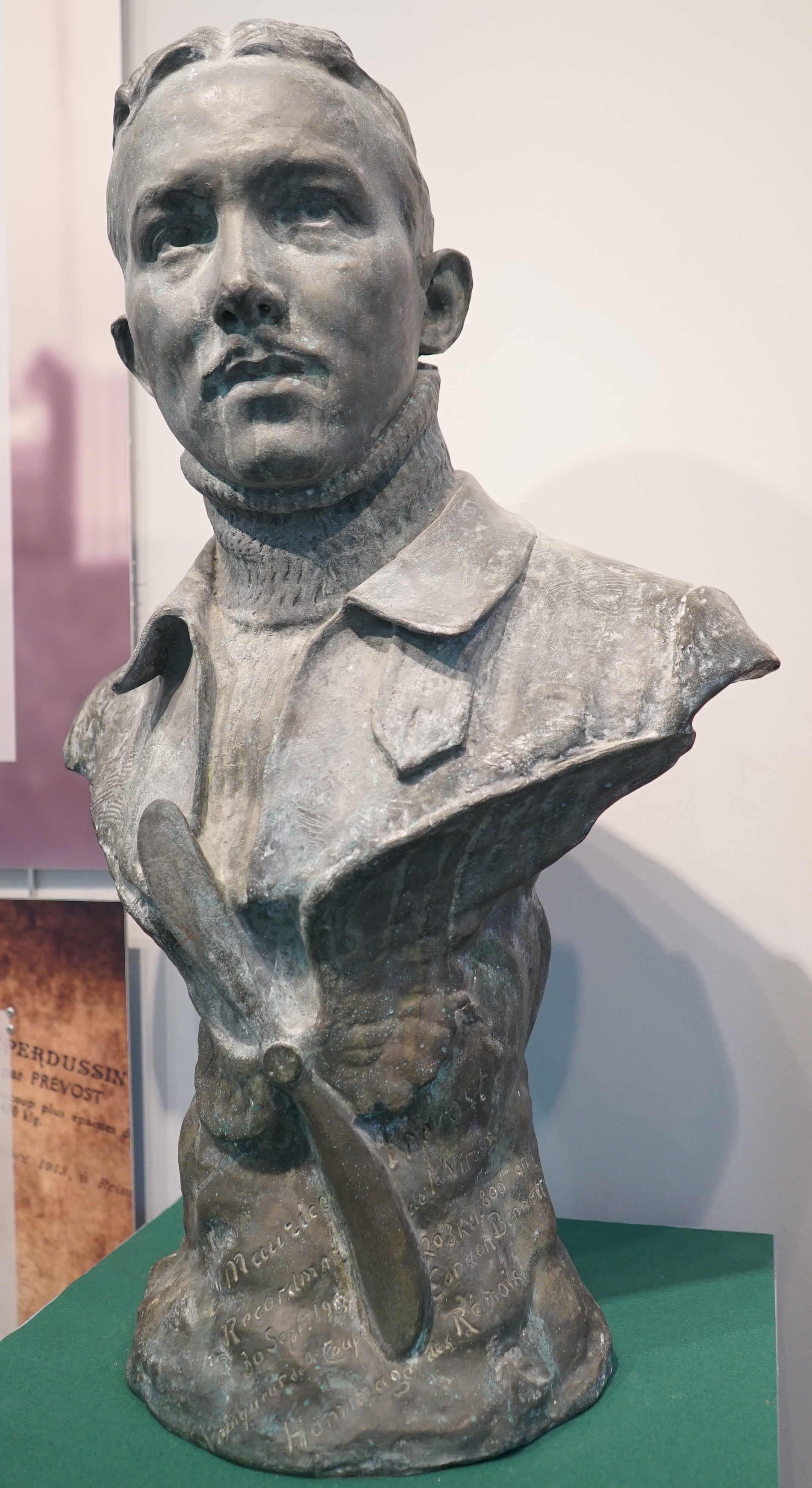
En buste
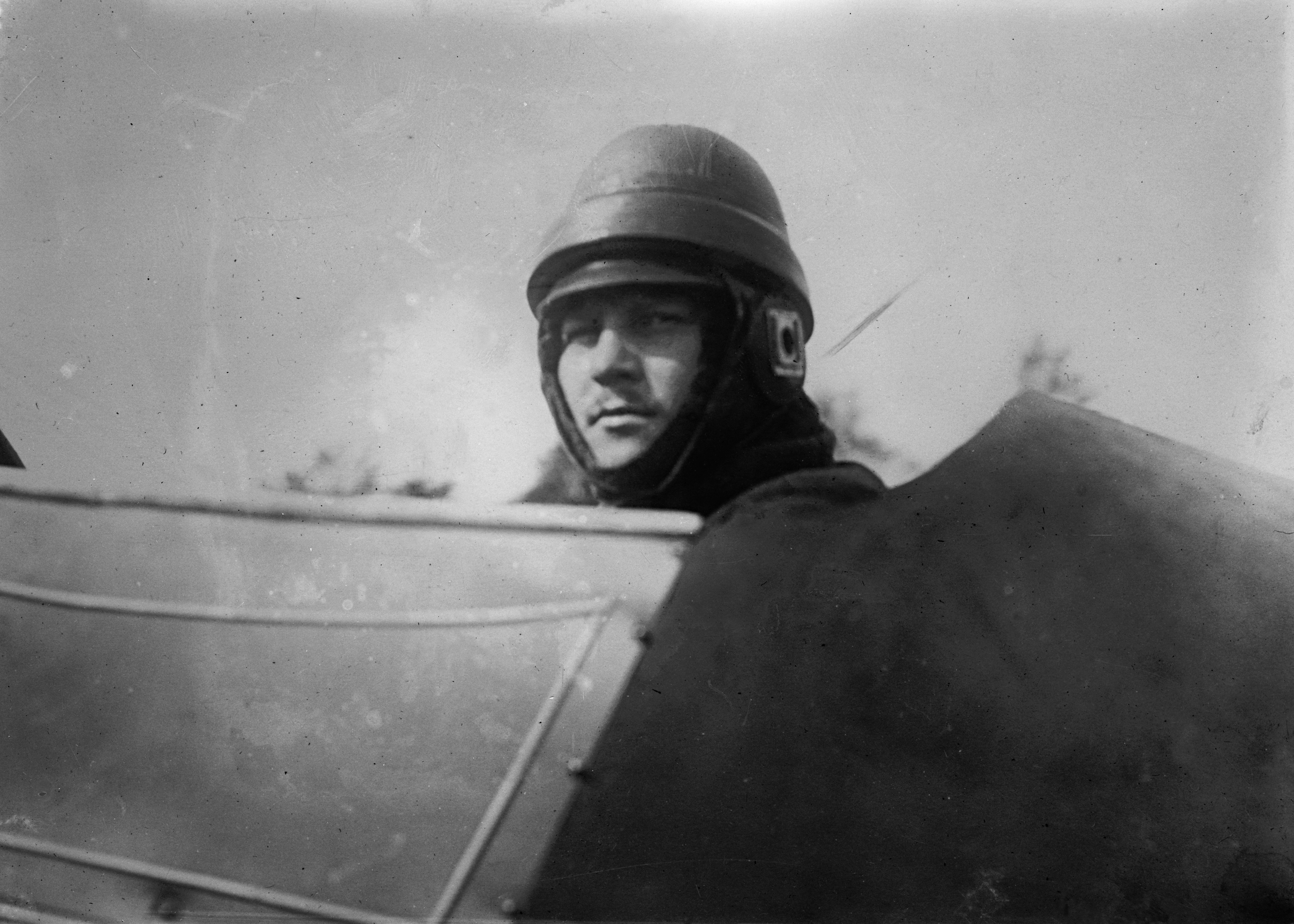
Maurice Prévost
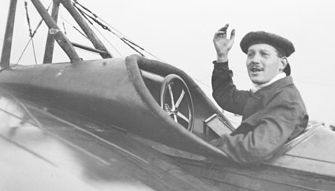
2e meeting international, Chicago Cicero (Illinois), 13 sept 1912
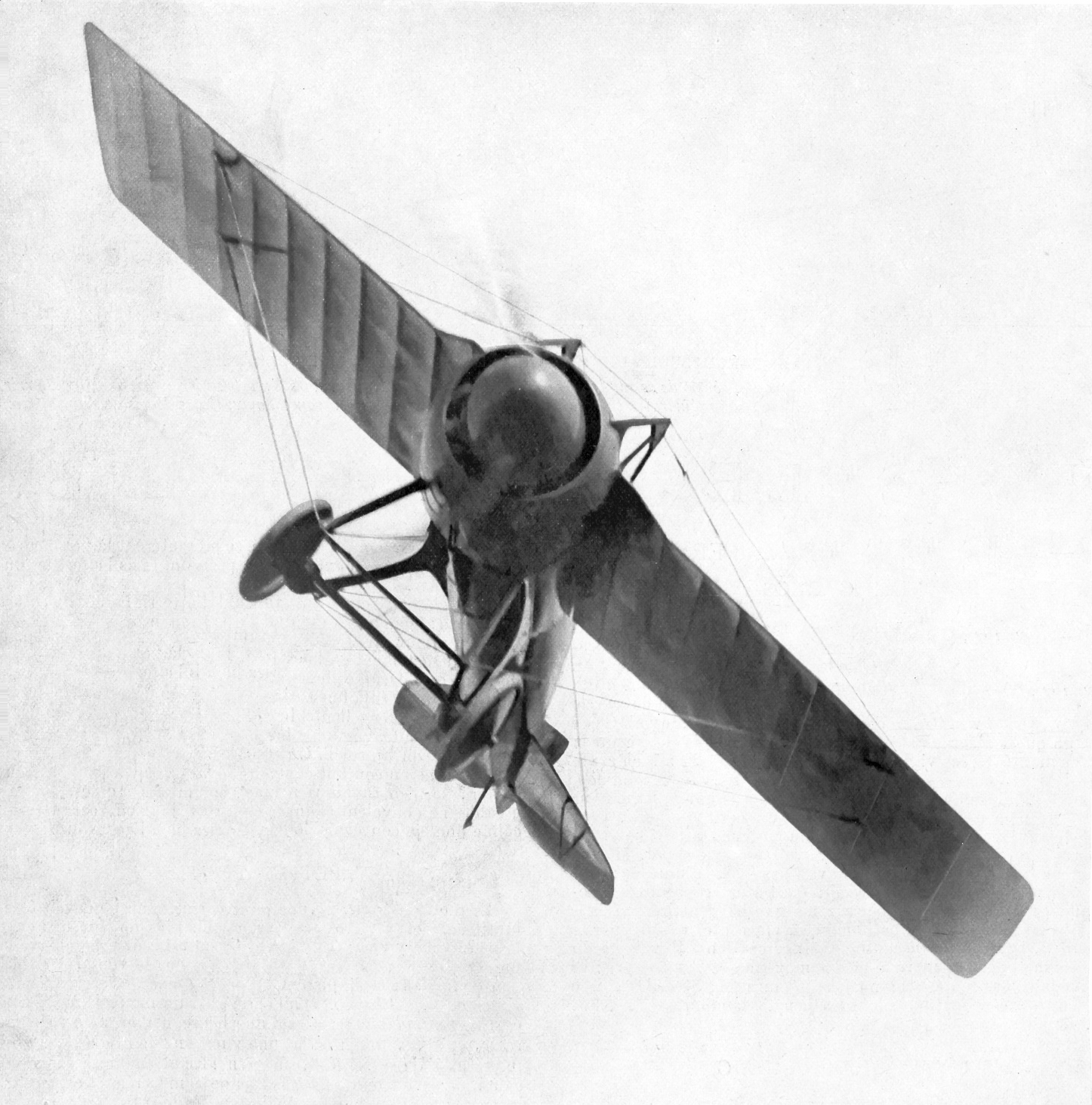
Maurice Prévost vainqueur de la Coupe Gordon Bennett en septembre 1913, et RM du monde de vitesse
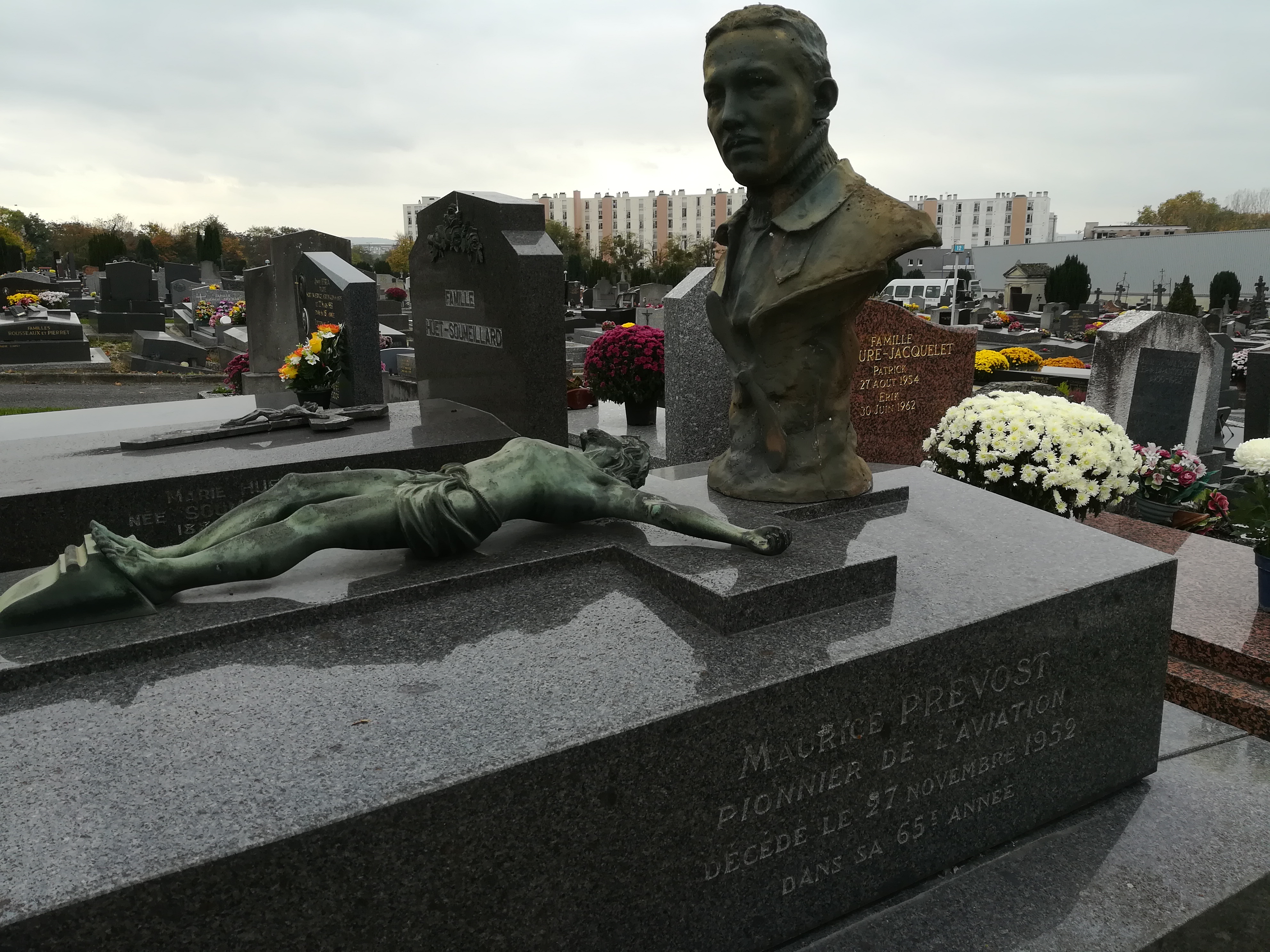

### Célébrations
- Officier de la Légion d'honneur en décembre 1948.
- Médaille de l'Académie des Sports[8]
- La place Maurice-Prévost à Reims.